# Чжоу Баочжун
Чжоу Баочжун (кит. спр. 周保中, піньїнь: Zhōu Bǎozhōng, 1902-1964) — командувач Північно-Східної антияпонської об'єднаної армії, що брала участь в антияпонському русі в Маньчжоу-Го. За національністю - бай.

## Життєпис
Народився в 1902 в повіті Тайхе Даліської управи провінції Юньнань.
У 1942-1945 — на службі в РККА, командир китайсько-корейсько-радянської 88-ї окремої стрілецької бригади.
У 1930-х і 1940-х — близький соратник Кім Ір Сена. Учасник Китайської громадянської війни, в 1949 призначений головою народного уряду провінції Юньнань.
Помер у лютому 1964 в Пекіні.